# Elin Wrede
Elin Fredrika Wrede af Elimä, född 28 februari 1867 på Rönnäs, Pernå socken, Finland, död 19 april 1949 i Helsingfors, var en finländsk målare och grafiker. 
Hon var dotter till possessionaten friherre Alfons Herman Lorens Bernt Wrede af Elimä och Fanny Gustava Sjögren. Wrede studerade konst vid Konstakademien i Stockholm 1896–1901 och etsning vid Axel Tallbergs etsningskurs 1901. Efter sina studier återvände hon till Finland där hon var verksam som konstnär. Under 1900-talets första årtionde medverkade hon i utställningar på Nationalmuseum i Stockholm. Hennes konst består av bland annat blomsterstilleben i akvarell samt grafiska blad.